# Ritterhude
Ritterhude is een plaats in de Duitse deelstaat Nedersaksen, gelegen in het Landkreis Osterholz. De stad telt 14.733 inwoners. Naburige steden zijn onder andere Grasberg, Lilienthal en Osterholz-Scharmbeck.

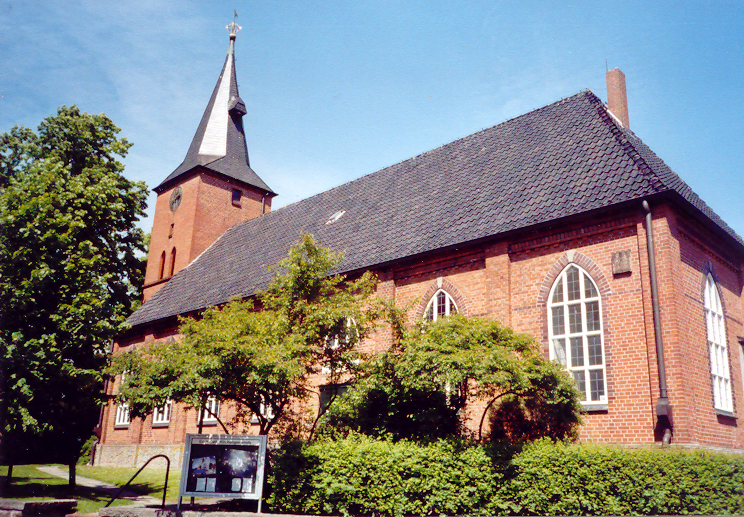
Kerk

- Gemeinsame Normdatei: 4050160-7
- Library of Congress Control Number: n89146852
- MusicBrainz: b23a62d4-1c54-42ff-b6da-d3e4f62e307c
- Nationale Bibliotheek van Israël: 987007565022105171
- Virtual International Authority File: 149589101
- WorldCat: E39PBJmTmj3jYPBfr6FYvXh8md

Axstedt · 
Grasberg · 
Hambergen · 
Holste · 
Lilienthal · 
Lübberstedt · 
Osterholz-Scharmbeck · 
Ritterhude · 
Schwanewede · 
Vollersode · 
Worpswede